# Dragon's Lair (serie animada)
Dragon's Lair (La guarida del dragón en España y Latinoamérica) es una serie de dibujos animados de televisión creada por Ruby-Spears en 1984, basado en el videojuego de 1983 del mismo nombre que fue animado por Don Bluth. Trece episodios de media hora se produjeron a partir de 1984 a 1985 transmitidos por la cadena ABC. Entre finales de 1980 y principios de 1990, el show se volvió a emitir en la hora de USA Cartoon Express y también se emitió en Boomerang. En España se comenzó a emitir en la conocida entonces como segunda cadena de TVE, los domingos a las 15ː00 a partir del 22 de junio de 1986.

## Historia
La serie narra las aventuras de Dirk the Daring, el mejor caballero del reino del Rey Ethelred. Dirk realiza todo tipo de grandes hazañas heroicas, al mismo tiempo, proteger el reino y a su amor la Princesa Daphne de las fuerzas del malvado dragón Singe. En sus aventuras hay varios personajes originales como su caballo Bertram, su escudero, Timothy, y el caballero arrogante Sir Hubert Blunt, siendo este último el rival de Dirk.
Antes de cada corte publicitario, Dirk se enfrenta a una situación tensa, y el narrador narra varias opciones de Dirk y pregunta al espectador "¿Qué haría usted?". Después de la pausa comercial, se muestran los resultados de las distintas opciones antes de que Dirk actuara sobre la idea correcta (con la excepción ocasional) para avanzar en la historia.
Varios enemigos del juego original también hacen su aparición como adversarios del Rey Lizard, el Caballero Fantasma, los matones Giddy y Mudmen.